# Cecilia Cuțescu-Storck
 (décembre 2019).
Si vous disposez d'ouvrages ou d'articles de référence ou si vous connaissez des sites web de qualité traitant du thème abordé ici, merci de compléter l'article en donnant les références utiles à sa vérifiabilité et en les liant à la section « Notes et références ».
Cecilia Cuțescu-Storck, née le 14 mars 1879 à Câineni (județ de Vâlcea) et morte le 29 octobre 1969 à Bucarest, est une peintre roumaine.

## Biographie
Cecilia Cuţescu-Storck étudie à Munich (Allemagne) à la Damenakademie, puis en France avec Jean-Paul Laurens et Benjamin Constant à l’École des Beaux-Arts de Paris. Elle enseigne à plusieurs générations d'artistes (1916-1947) et est la première enseignante à l'Académie des arts visuels d'Europe. Elle est admise à l'ordre national de la Légion d'honneur. Storck pratique divers aspects de la peinture : paysages, intérieurs, portraits, natures mortes et panneaux décoratifs. Les peintures murales occupent une place particulière dans le travail de Storck. L'artiste apporte une contribution importante au développement artistique de la Roumanie dans ce domaine. Cecilia Cuțescu-Storck a été mariée au sculpteur roumain Frederic Storck (1872-1942).

## Conservation
Aujourd'hui, la maison de Frederic et Cecilia Cuțescu-Storck à Bucarest est le Muzeul Frederic și Cecilia Storck. Le musée présente également les œuvres de Karl Storck et Carol Storck (respectivement le père et le frère de Frederic).